# Euclides Vaz
Euclides Vaz foi um escultor português (Ílhavo, 10 de Novembro de 1916 - Banzão (Colares), 10 de Fevereiro de 1991).
Trabalhando dentro de um idioma que José Augusto França apelida de "academismo modernizado", pertenceu à segunda geração de artistas modernistas portugueses.

## Biografia / Obra
Durante 30 anos dedicou-se ao ensino da escultura e da medalhística, tendo sido agraciado com a medalha da Instrução Pública (Cavaleiro) e recebido os prémios Ruy Gameiro e Soares dos Reis. Estendeu a sua acção a Portugal e às antigas colónias de Angola, Cabo Verde, Guiné, Macau e Moçambique.
Executou obras por concurso de onde destacamos: os monumentos a Teixeira (Guiné); Jorge Alvares (Macau); Vasco da Gama (Ilha de Moçambique); Neutel de Abreu (Nampula-Moçambique-1962), monumento a Norton de Matos (Nova Lisboa-Angola-1962), estátua a Vicente Ferreira (Angola)
Por encomenda directa gizou várias estátuas de onde salientamos as de Pedro Escobar, Jorge Alvares, Vicente Ferreira, João Afonso de Aveiro (Aveiro-1959), D. João III, Luís de Camões, D. João Evangelista de Lima Vidal, Alcaide de Faria, Madre Teresa da Anunciada, Monumento ao Dr. Egas Moniz (frente ao Hospital de Santa Maria em Lisboa), Monumento ao Dr. Egas Moniz (Aveiro-1974), Grupo escultórico do Largo Roseiral, monumento a Norton de Matos que inclui quatro estátuas das virtudes Cardeais e a estátua da Justiça para o tribunal de Aveiro, estátua de figura feminina com cavalo (erigida no interior de um lago No Parque Eduardo VII em Lisboa-1958),estátua a D. Afonso III (Leiria-1970), estátua de figura feminina com menino ao ombro (Campo Grande - Lisboa 1997).
Baixos-relevo integrados nos seguintes tribunais: Porto, Lisboa, Celorico da Beira, Montijo, Ponte de Sôr, Santarém, Grândola, Santiago do Cacém e Monção.
Na numismática executou várias medalhas, entre as quais: Visita do General Craveiro Lopes a Goa, Inauguração da Faculdade de Letras de Lisboa; Inauguração do Palácio da Justiça; Inauguração do Seminário de Portalegre; Comemoração da Descoberta da Guiné; Remodelações do Hospital do Ultramar; Congresso das Águas Tremais; Cinquentenário de Nova Lisboa; Monumento a Norton de Matos; 12 Placas Virtudes Cardeais; 12 Signos do Zodíaco; Comemorativa do Monumento ao Arcebispo de Aveiro, D. João de Lima Vidal; Natal de 1982; A Mãe; Alfândega de Lisboa; Congresso da Ordem dos Engenheiros; Estação Agronómica Nacional; D. António Prior do Crato; Camões (faz parte de um conjunto de medalhas de diversos artistas); Comemorativa do terramoto dos Açores. Elaborou também as moedas FAO de 20 e 50 escudos.
Algumas das suas obras encontram-se em algumas instituições: “Mascara”, na Câmara Municipal de Sintra, “ Discóbolo” no Museu Regional de Aveiro, “Camões” no Colégio Rodrigo Faria de Castro. Foi autor também de um trabalho intitulado “Imaculada Conceição”, destinado à Catedral da cidade do Sal.
A 31 de agosto de 1957, foi agraciado com o grau de Oficial da Ordem da Instrução Pública.

### Escultura Mulher Segurando o Menino, Câmara Municipal de Lisboa
Réplica da Escultura "Mulher Segurando o Menino", 1997, de Euclides Vaz, instalada frente à Câmara Municipal de Lisboa, Edifício do Campo Grande.

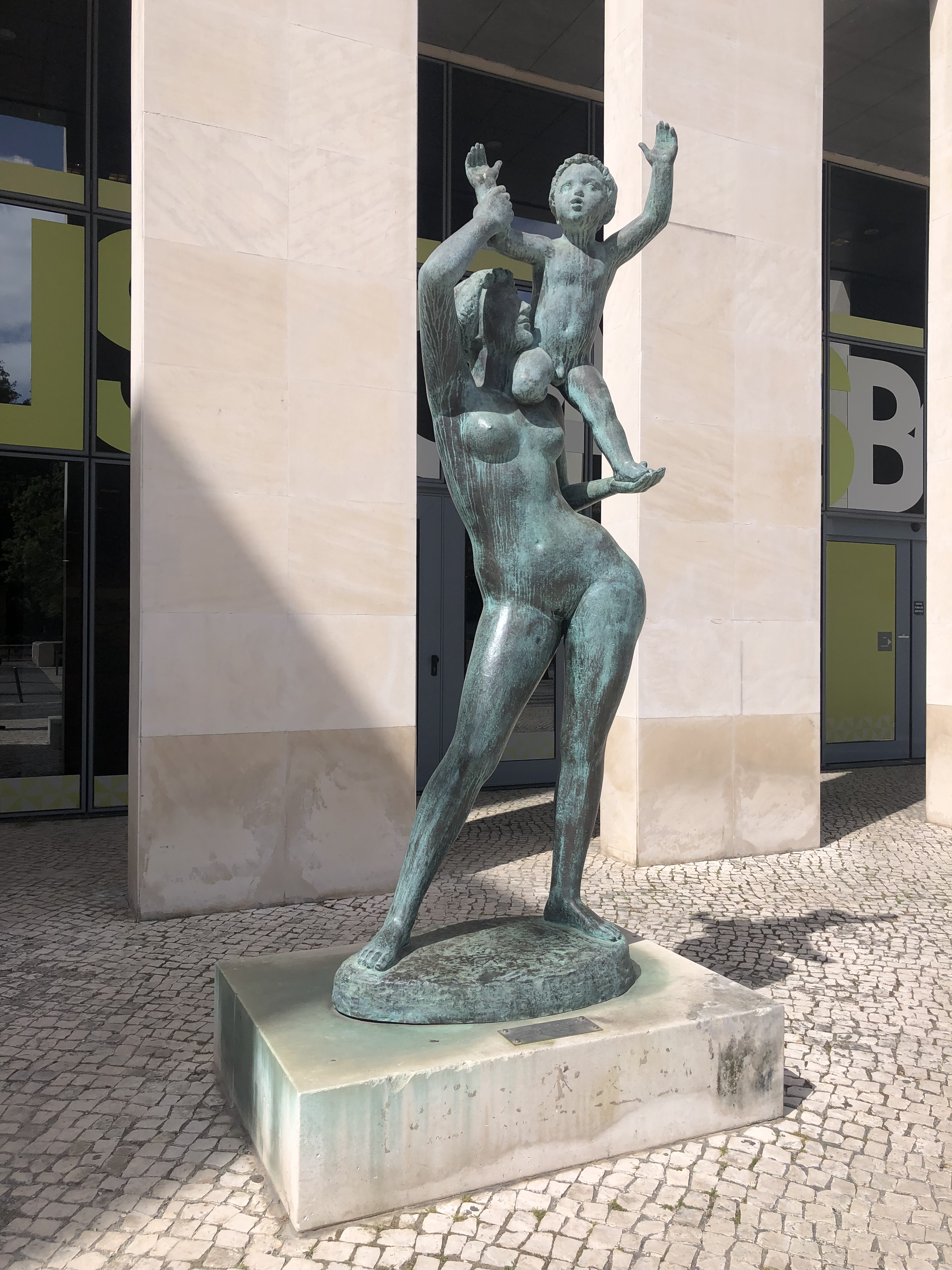
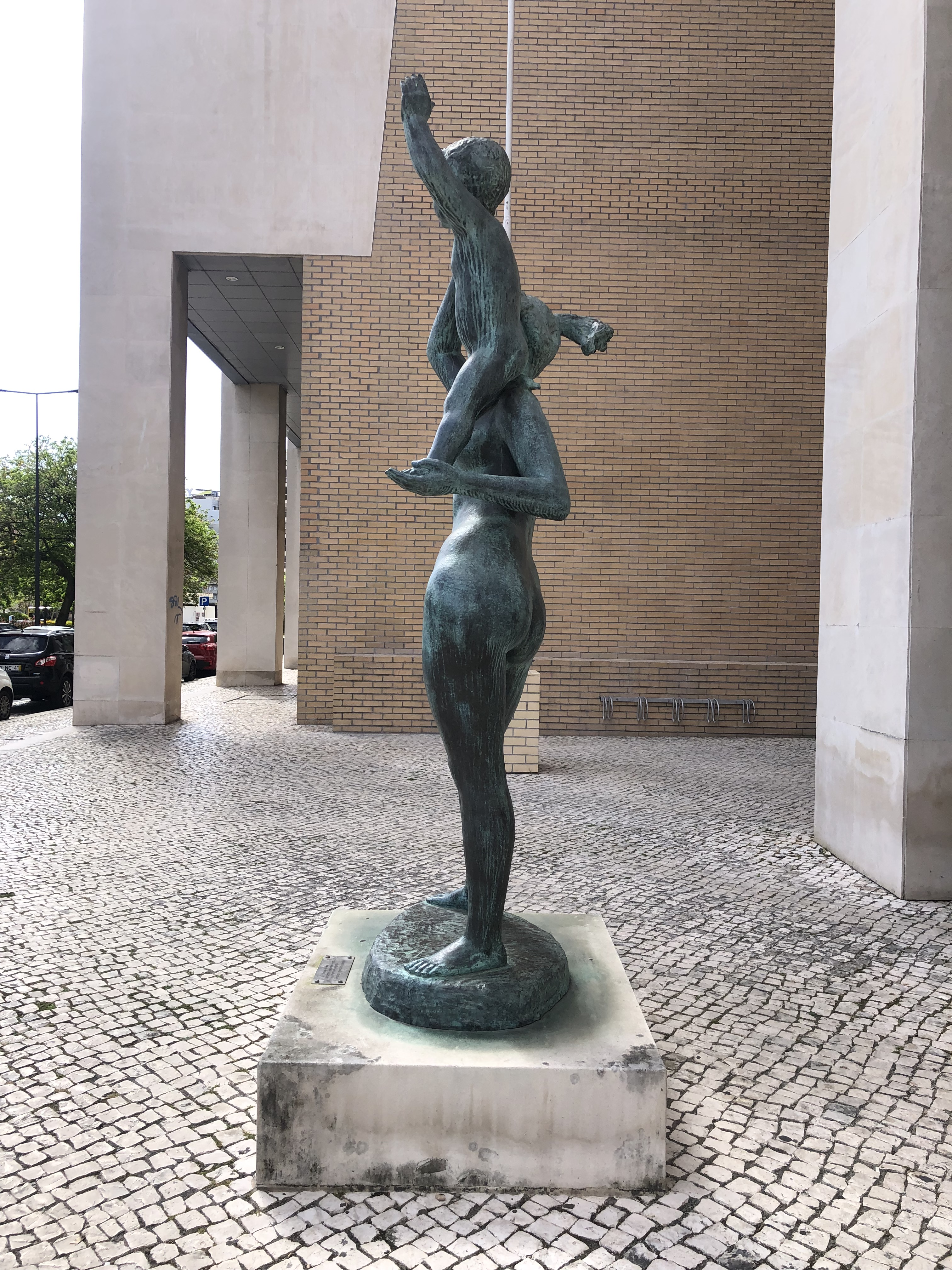
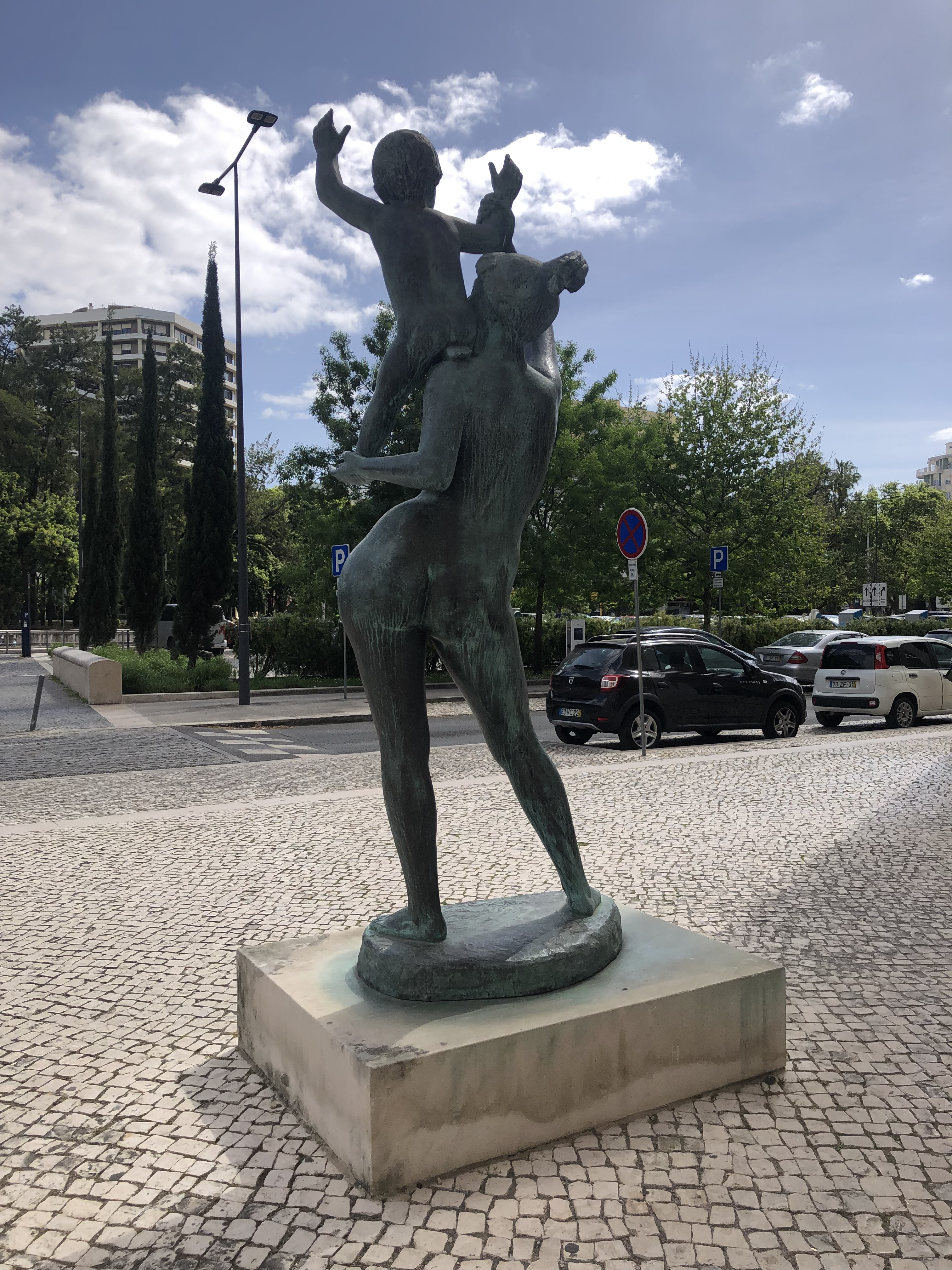

### Escultura no Lago do Parque Eduardo VII, Lisboa

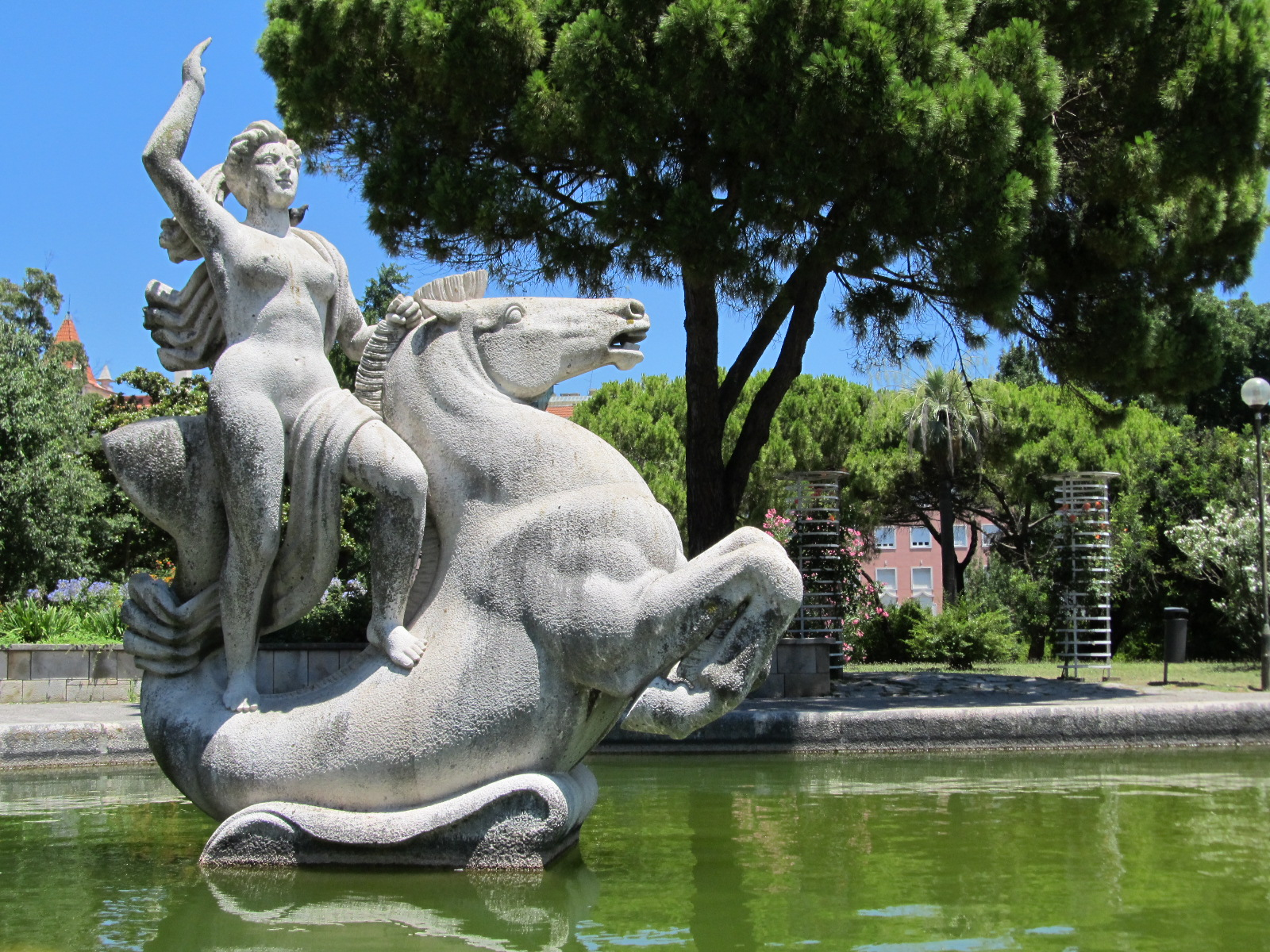
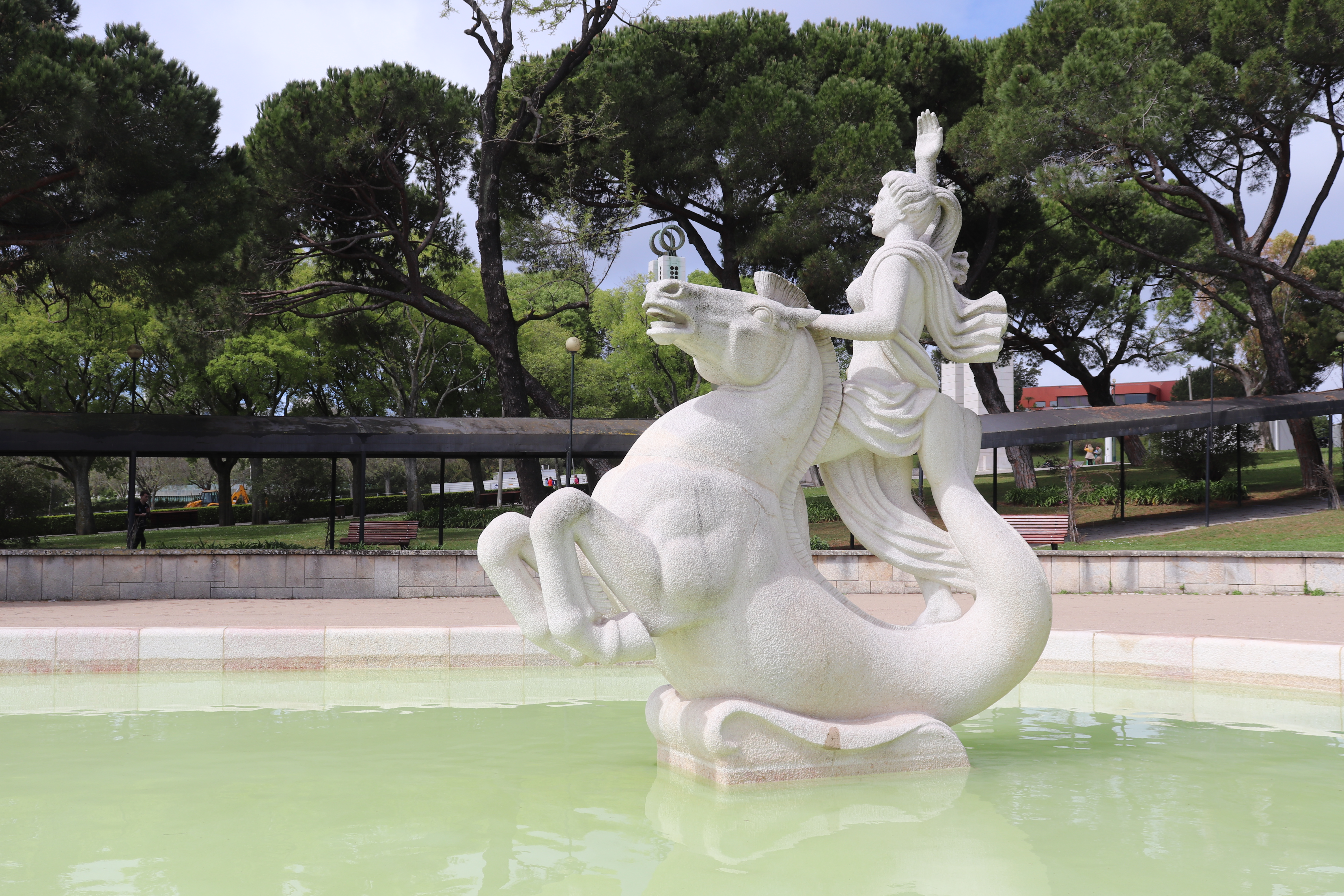
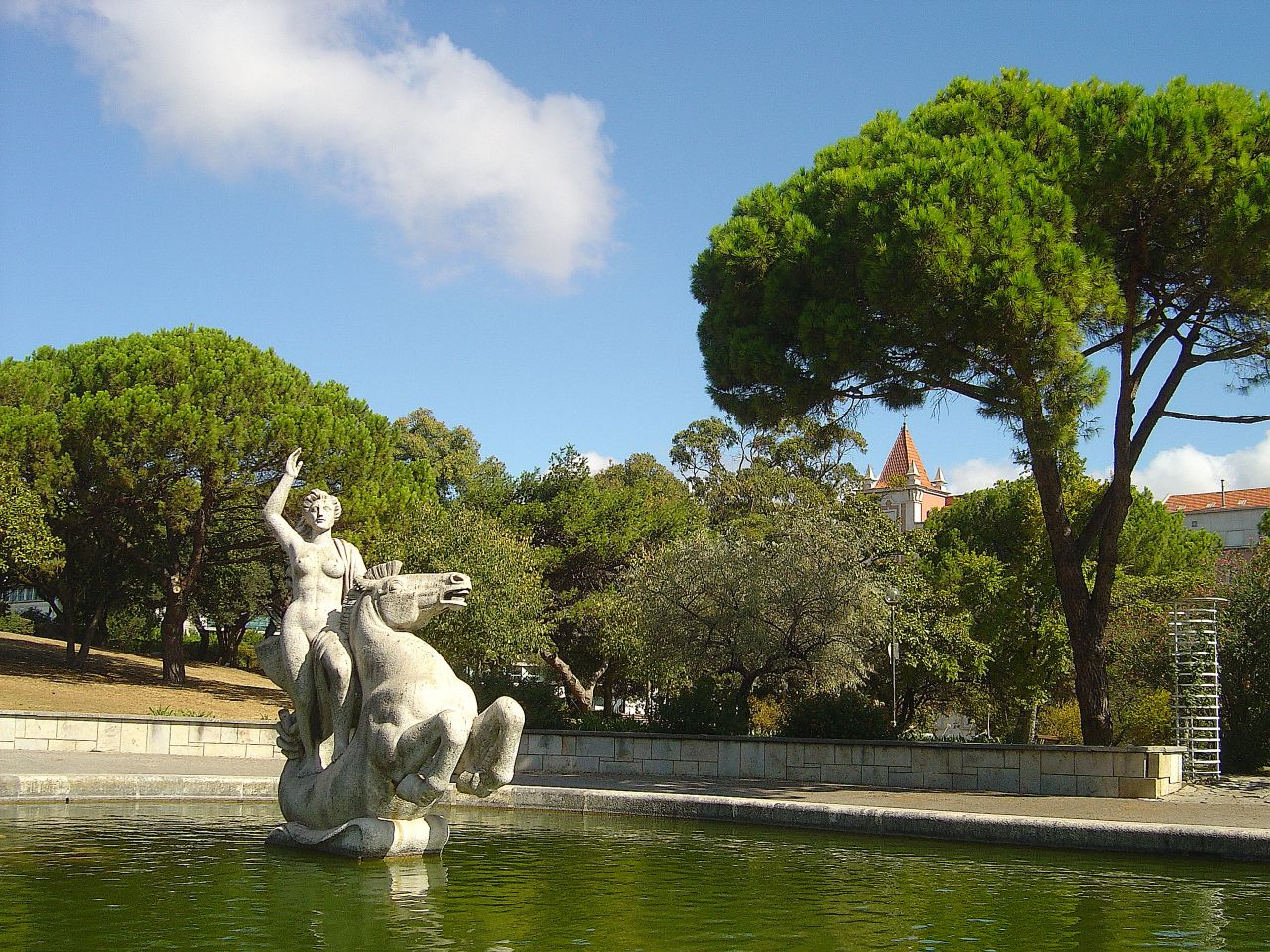

### Conjunto Escultórico no Instituto de Higiene e Medicina Tropical, Lisboa

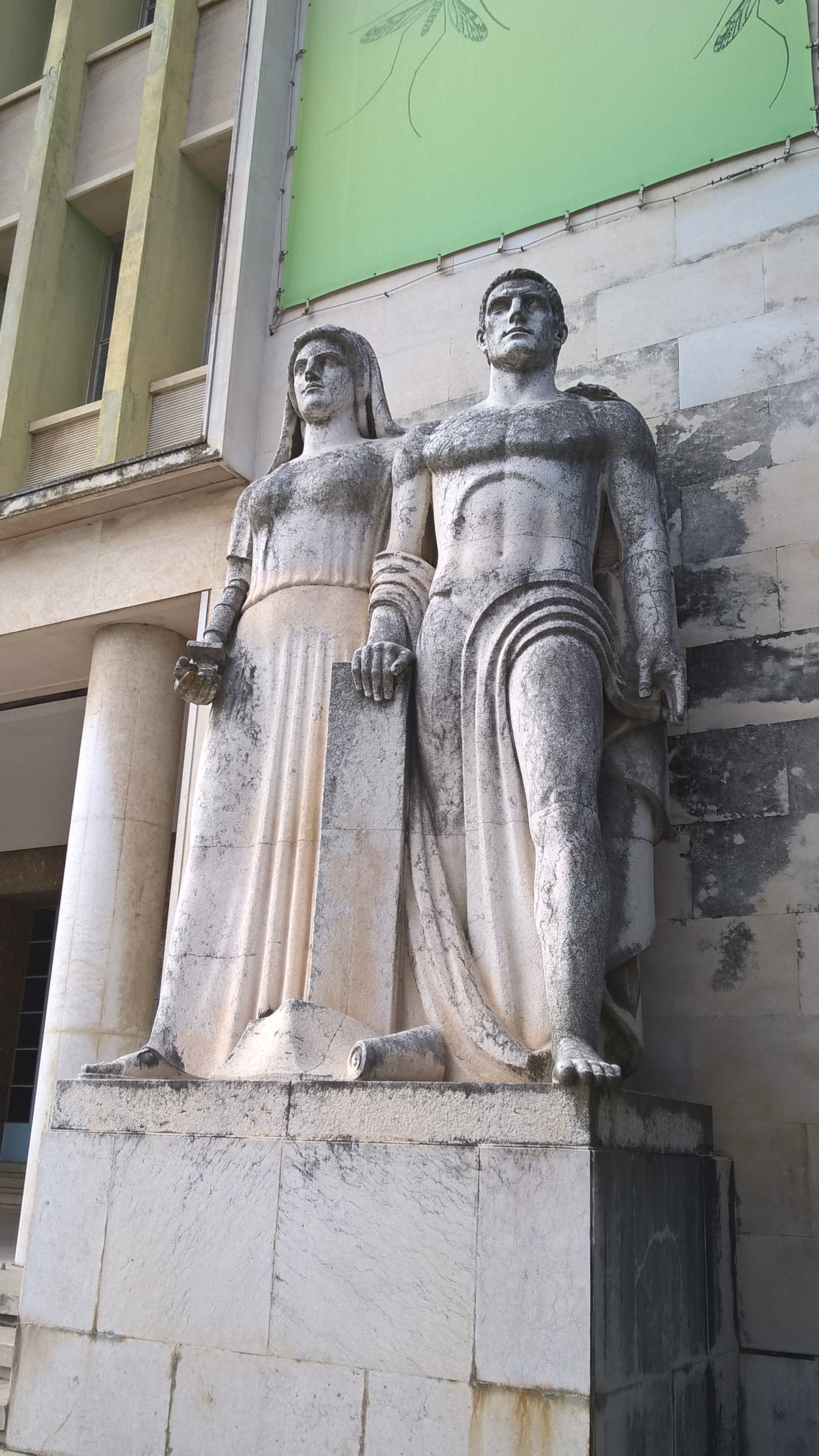
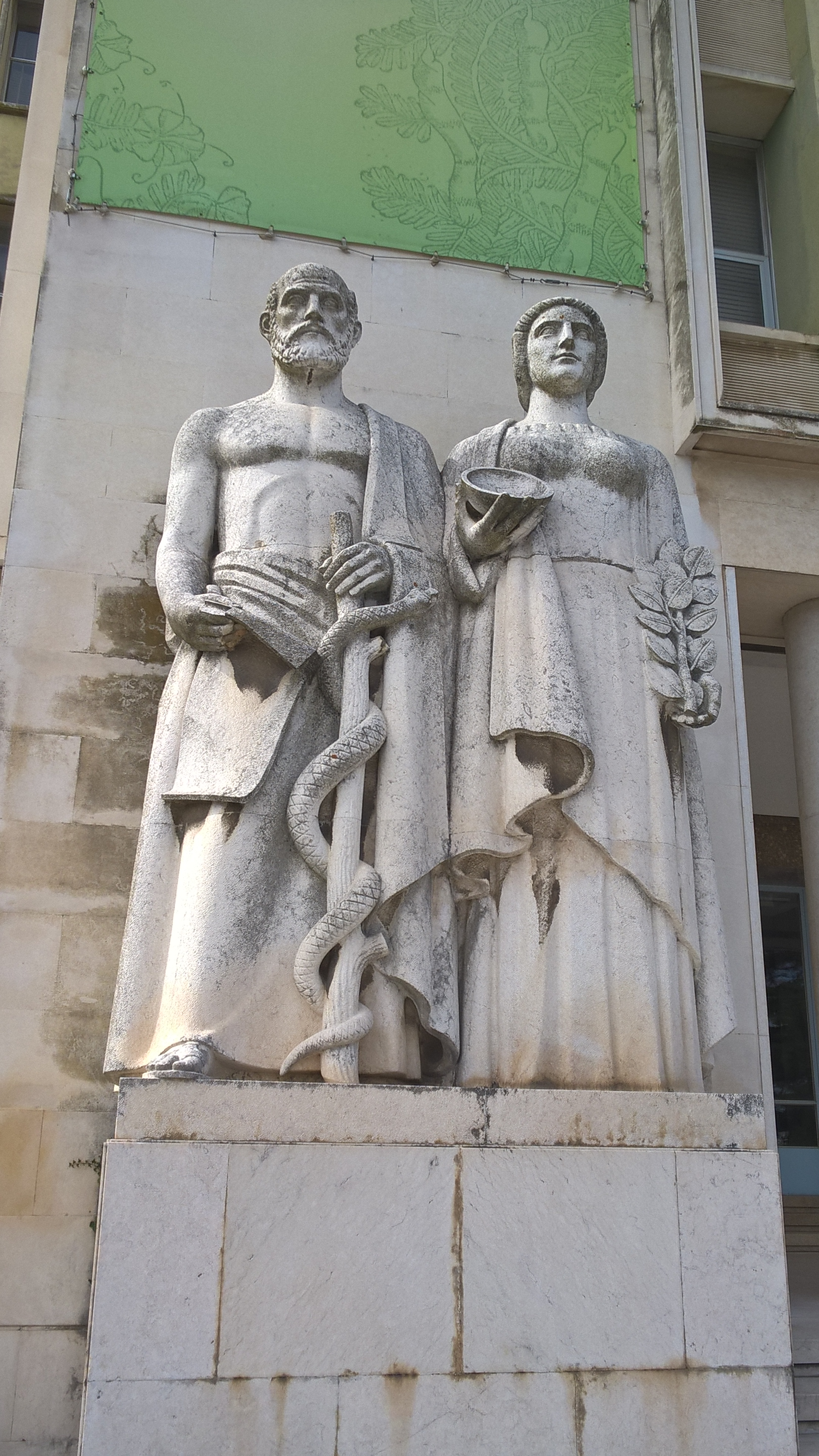

### Monumento a Egas Moniz, Hospital de Santa Maria, Lisboa

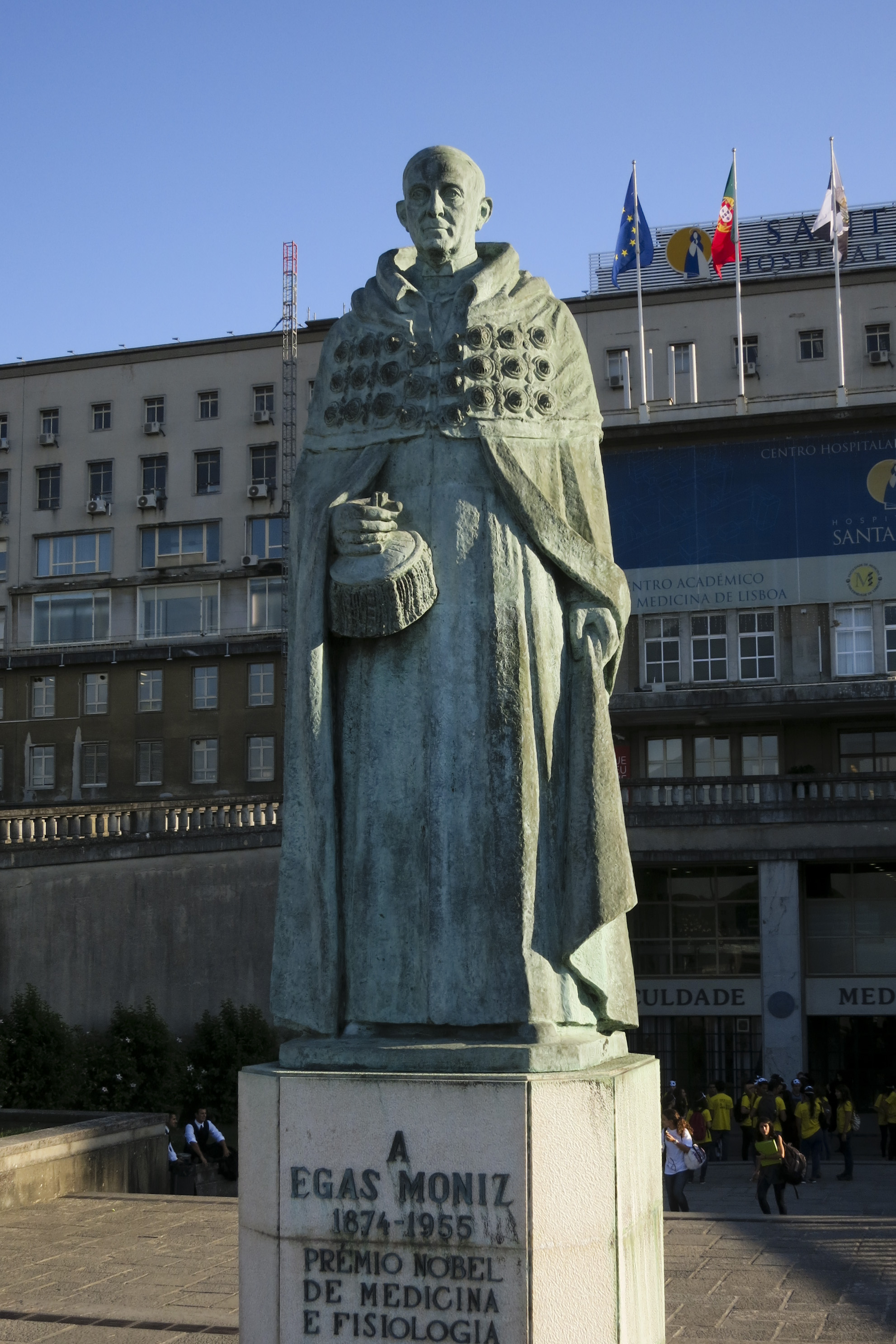
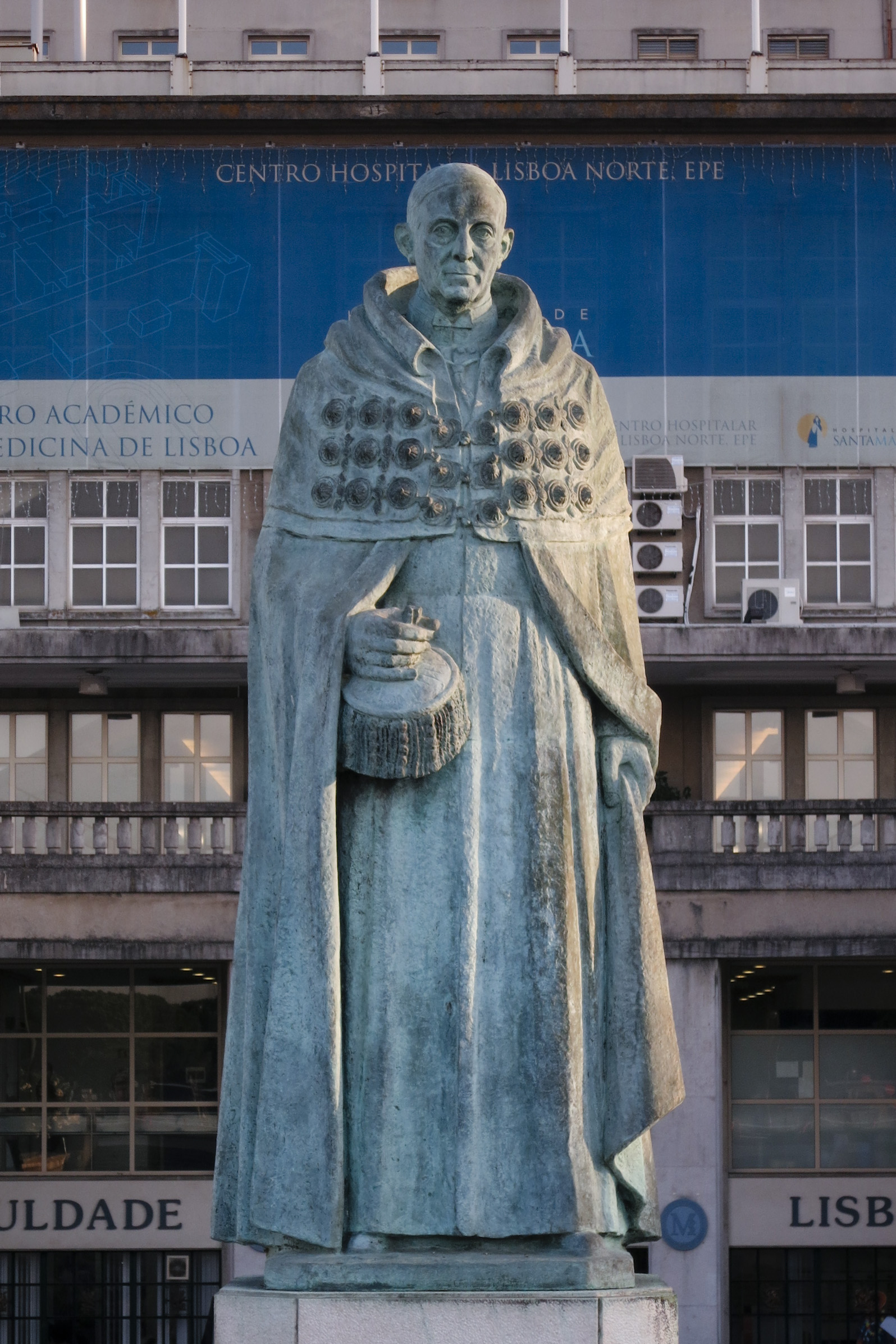

### Alto-revelo doCinema Europa, Lisboa
A escultura representa a narrativa mitológica da princesa Europa, raptada pelo deus grego Zeus, transformado em touro, antes de dar o nome ao “velho continente”, sob a égide de 12 estrelas.

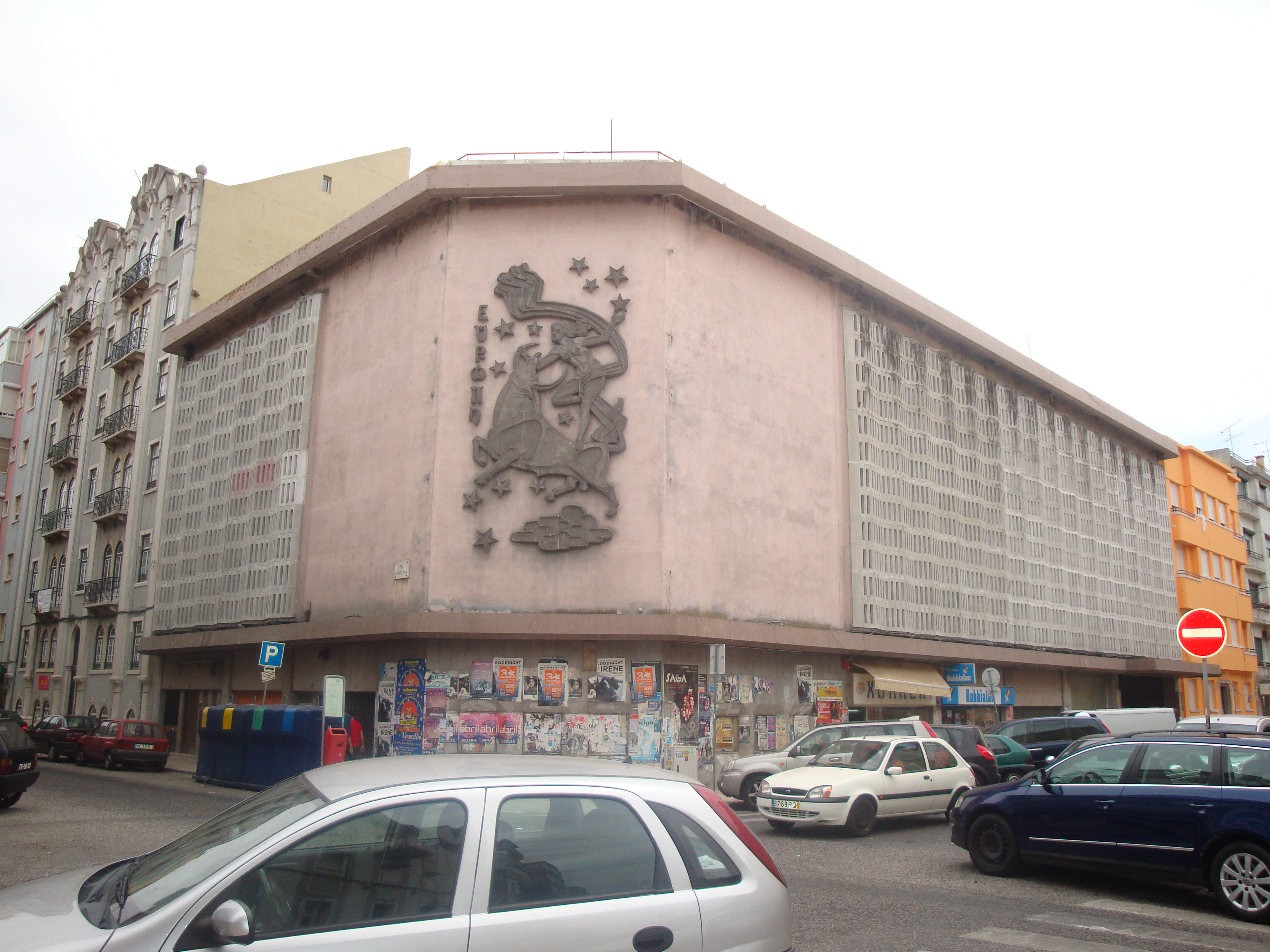
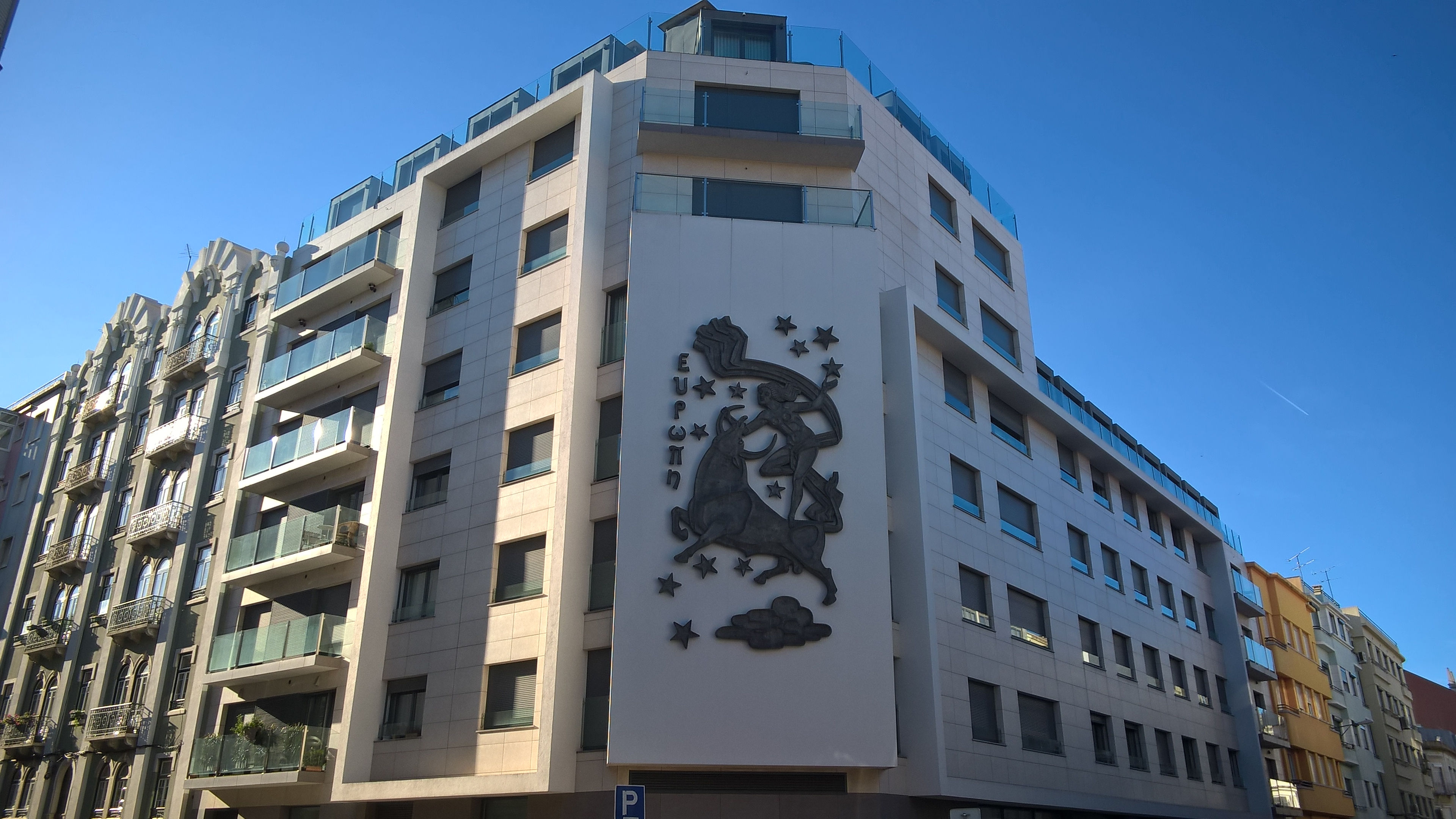